# دوب
دوب (به لاتین: Dub) یک منطقهٔ مسکونی در مونته‌نگرو است که در کوتور واقع شده‌است. دوب ۳۰۲ نفر جمعیت دارد.